# 鄧有癸
鄧有癸（英文名：Danny），臺灣知名廚師兼創業家，出生於新北市萬里區，人稱「牛排教父」，所研發的的「老饕牛排」成為台灣及海外牛排館中知名的餐點品項。

## 生平

### 學徒到主廚
鄧有癸從小生長在新北市萬里區的採礦家庭，17歲那年進入台北第一間鐵板燒餐廳「新濱鐵板燒」當學徒，從雜工做起，後來成為料理長，期間學習判斷牛肉品質的基本功以及接觸到葡萄酒的知識 ，在新濱鐵板燒前後共服務了17年。

### 合夥創業
離開「新濱鐵板燒」後，鄧有癸在1990年與朋友合夥開設了「犇」鐵板燒，五年後又開了「鱻」 ，後來因為虧損嚴重因此轉讓股權。

### 打工歷程
創業失敗後，到華國飯店的「Sonoma Grill帝國牛排館」擔任主廚，並於帝國牛排時推出全台首見的「肋眼上蓋牛排」，也成為自己日後地的成名作「老饕牛排」 ，後續也至國賓飯店開設的「A CUT牛排館」擔任顧問主廚，老饕牛排也在此處聞名。最後至維多利亞酒店的No168 Prime牛排館擔任牛排顧問。

### 自己創業
2010年，鄧有癸結合過去主廚經歷與自己去日本、美國遊歷的經驗，創立了自己的第一間餐廳「Danny&Company」。
2013年5月，在台北內湖創立了「教父牛排 Danny's Steakhouse」，主打乾式熟成牛排，並從2018年米其林美食指南引進台灣以來，憑藉其嚴謹的經營風格，連續三年獲選米其林一星榮耀。

## 旗下餐廳
- 教父牛排 Danny's Steakhouse
- Top Cap Steakhouse
- Capstone Steakhouse
- MUCHOYAKI
- MEATGQ 橡木炙烤牛排館 (擔任餐飲顧問)
- Boulevard 301大道 (與星野餐飲集團合夥)
- AMBER HILL

## 外部連結
- 教父牛排 Danny's Steak House 臉書粉絲專頁 （页面存档备份，存于）